# Paróquia de Ascension
A Paróquia de Ascension é uma dos 64 paróquias do estado americano da Luisiana. A sede da paróquia é Donaldsonville, e sua maior cidade é Donaldsonville. A paróquia possui uma área de 784 km² (dos quais 29 km² estão cobertas por água), uma população de 76 627 habitantes, e uma densidade populacional de 101 hab/km² (segundo o censo nacional de 2000). 